# Buk na Starém Jelení
Buk na Starém Jelení je rozpadající se troska památného stromu buku lesního (Fagus sylvatica). Buková srostlice pěti souběžných kmenů roste v hlubokém lese přibližně 4 km západně od Jáchymova v okrese Karlovy Vary v Karlovarském kraji, 1,5 km severovýchodně od vrcholu Plešivce. Pro hustý okolní les je strom těžko k nalezení. Srostlice kmenů se silnými kořenovými náběhy je nápadně kostrbatá, s množstvím jizev po odstranění nebo ulomení větví. Obvod srostlých kmenů měří 585 cm, malá úzká koruna stromu sahá do výšky 26 m (měření 2014). Strom spolu s dalšími buky vyznačoval historickou hranici majetku města Jáchymov. 
Buk je chráněn od roku 2004 jako esteticky zajímavý strom s významným vzrůstem a historicky důležitý hraniční strom.

## Stromy v okolí
- Mariánská lípa
- Lípy u kapličky
- Winklerův jasan
- Merklínský javor